# Samsung Galaxy Z Flip5
Das Samsung Galaxy Z Flip5 ist ein faltbares Smartphone des südkoreanischen Herstellers Samsung Electronics. Das Foldable wurde beim Samsung Unpacked Event in Seoul am 26. Juli 2023 vorgestellt.

## Design
Das Galaxy Z Flip5 besteht wie auch die Vorgänger aus zwei Teilen, die durch ein Scharnier miteinander verbunden sind. Generell ist das Design des Galaxy Z Flip 5 wieder ähnlich zum Galaxy Z Flip 4. An der Oberseite der Rückseite sind das nun deutlich größere Außendisplay und die beiden Kameralinsen in einem schwarzen Glaselement eingefasst. Wie schon das Galaxy S23 und S23+ ist das auch das Galaxy Z Flip 5 kantiger gestaltet. Der Rahmen ist nicht um die Seiten abgerundet, die Rückseite und das Display sind flach verbaut. Die Rückseite besteht aus Corning Gorilla Glass Victus 2, der Rahmen ist aus Aluminium gefertigt. Auf der Vorderseite des Foldables befindet sich dann das Innendisplay.

## Technische Daten

### Kamera und Display
Auf der Rückseite des Galaxy Z Flip 5 befinden sich die beiden Objektive der Haupt- und der Ultraweitwinkelkamera, auf eine Telekamera wird verzichtet. Samsung verbaut eine 12-Megapixel-Hauptkamera mit einer f/1.8-Blende und eine 12-Megapixel-Ultraweitwinkelkamera mit einer f/2.2-Blende mit einem Aufnahmewinkel von bis zu 123°. Die Frontkamera verfügt über einen 10-Megapixel-Sensor. Das Foldable verfügt über ein 6,7 Zoll großes AMOLED-Display mit einer Auflösung von 1080 × 2640 Pixeln und einer adaptiven Bildwiederholrate von 1–120 Hertz. Das neue vergrößerte 3,4-Zoll-AMOLED-Display auf der Außenseite löst mit 720 x748 Pixeln auf, hat eine Bildwiederholrate von 60 Hertz und dient vor allem als zweiten kleineren Bildschirm.

### Leistung, Akku und Aufladen
Als Prozessor kommt wie auch beim Galaxy Z Fold5 der Flaggschiffprozessor Qualcomm Snapdragon 8 Gen 2 zum Einsatz. Das Galaxy Z Flip 5 verfügt über 8 GB Arbeitsspeicher und 256 oder 512 GB internen Speicher. Der Akku des Foldables hat eine Kapazität von 3.700 mAh. Aufgeladen wird dieser mit 25 Watt, Kabelloses laden ist hingegen nur mit 10 Watt möglich.

### Software, Sonstiges und Kritik
Das Galaxy Z Flip5 wurde mit Android 13 und der Benutzeroberfläche One UI 5.1.1 vorgestellt. Samsung verspricht vier Jahre Software- und fünf Jahre Sicherheitsupdates. Das Foldable verfügt über Dual-SIM, NFC, USB Typ-C 3.0 ist nach IPX8 Wassergeschützt und unterstützt den Mobilfunkstandard 5G. Kritikpunkte sind der bauartbedingt kleine Akku und die langsame Ladegeschwindigkeit von 25 Watt.

## Preise und Verfügbarkeit
Das Samsung Galaxy Z Flip5 war ab der Vorstellung am 26. Juli 2023 vorbestellbar und kam am 11. August in den Handel. Je nach Speicher war das Galaxy Z Flip5 bei Marktstart für 1.199 € oder 1.319 € erhältlich.
| Modell                 | Speicher | Bei Marktstart |
| ---------------------- | -------- | -------------- |
| Samsung Galaxy Z Flip5 | 256 GB   | 1.199 €        |
| Samsung Galaxy Z Flip5 | 512 GB   | 1.319 €        |